# Clúster (música)

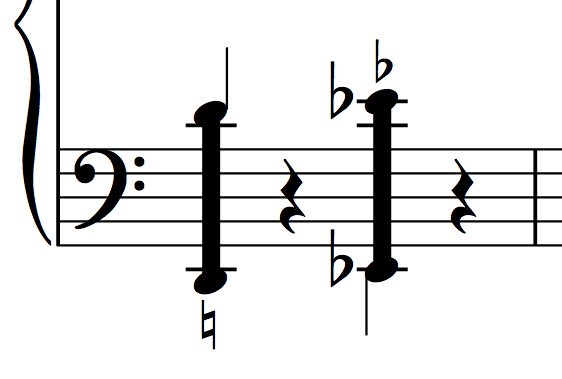
Aunque a menudo se indican todas sus notas, Henry Cowell recurría a notación de este tipo para indicar los acordes de racimo.

Un clúster o clúster tonal (del inglés cluster, “racimo” de notas) es un acorde musical compuesto de al menos 3 semitonos cromáticos consecutivos distintos (por ejemplo, las notas do, do♯, re, re♯, mi y fa, sonando al mismo tiempo).

## Descripción
Variantes del clúster tonal incluyen acordes en distintas tonalidades, diatónicos, pentatónicos o microtonales, tocados a la vez (en el piano, por ejemplo, un acorde creado al presionar a la vez un grupo de teclas negras). En la práctica de la música clásica occidental, todos los clústeres se consideran como acordes secundarios —esto es, el intervalo entre dos notas consecutivas en un clúster nunca es mayor de tres semitonos—. En los verdaderos clústeres, las notas suenan y se mantienen completa y simultáneamente, distinguiéndose de adornos como las acciaccaturas y otras semejantes. En el contexto de la música clásica europea, los clústeres tienden a ser oídos como muy disonantes.
Hablando de forma general, un clúster consiste en tres o más notas contiguas tocadas al mismo tiempo —por ejemplo, tres o más notas cualesquiera adyacentes del piano pulsadas simultáneamente—. Tal “apilado” constituye un clúster. Los apilados de tres notas basados en escalas diatónica o pentatónica son, técnicamente, también clústeres; sin embargo, cuando abarcan un intervalo entre notas superior a un semitono, los comentaristas tienden a identificar esos apilados como “clústeres” sólo cuando consisten en cuatro o más notas —por ejemplo, cuatro o más teclas blancas o teclas negras sucesivas pulsadas simultáneamente en el piano—. Los instrumentos de teclado, debido a la superficie en que se toca, se prestan particularmente bien a la utilización de clústeres, pero también se pueden realizar con casi cualquier instrumento individual en el que tres o más notas puedan ser tocadas simultáneamente, así como en la mayoría de grupos instrumentales.

### Orígenes en la música occidental
Si bien se pueden encontrar ejemplos esporádicos del empleo de clústeres ya en 1600, y momentos estelares en el Barroco como el del movimiento introductorio de "Les Élémens" (1737) de Jean-Féry Rebel, no fue hasta poco antes de la segunda década del siglo XX cuando asumieron un lugar destacado en la tradición de la música clásica europea.
En 1887, Giuseppe Verdi fue el primer compositor importante de la tradición occidental que escribió un inequívoco clúster cromático: Otello se inicia con un clúster del órgano (do, do♯, re) que también tiene la duración más larga conocida de cualquier partitura. 
"Alrededor de 1910 —escribe Harold C. Schoenberg— Percy Grainger causaba gran revuelo con los clústeres usados en obras como Gumsuckers march". En 1911, se publica la primera composición en que se usan a fondo verdaderos clústeres: Tintamarre (The Clangor of Bells) («Clamor de campanas»), por el compositor canadiense J. Humfrey Anger (1862–1913)
El pianista experimental Leo Ornstein comenzó a emplear cosas similares muy pronto. A mediados de los años 1910, Ornstein tocó en público lo que parece ser la primera composición en la música occidental que integró verdaderos clústeres: Wild Men's Dance («Danza de los hombres salvajes», 1913-14). Al mismo tiempo, Charles Ives compuso una obra, que se convirtió en el más famoso clúster individual en el segundo movimiento de la Sonata Concord (1911-15, publ. 1920), un acorde simple y gigantesco en el piano, que requiere una barra de madera de casi 40 cm (15") de largo para tocarse. Con este extraordinario ejemplo, la mayoría de las composiciones para piano que incorporan clústeres, entonces y ahora, piden a los ejecutantes el uso de sus propios dedos, manos o brazos. 
La figura pionera en promover este recurso armónico fue Henry Cowell, cuya obra para piano Dymamic Motion (1916), compuesta a los diecinueve años, ha sido descrita como "probablemente la primera pieza donde se usaron acordes de segundas independientemente de extensión y la variación musical." Cowell escribió otra pieza para piano al año siguiente, The Tides of Manaunaun («Las mareas de Manaunaun», 1917, no 1912 como a menudo se dice erróneamente), que llegaría a ser su obra más popular y la composición responsable de establecer el clúster como uno de los elemento significativos de la música clásica occidental. Considerado por algunos como una técnica pianística esencialmente al azar, o más amablemente, como una aproximación aleatoria, Cowell explicó que la precisión en la escritura y ejecución de los clústeres era la misma que en cualquier otro recurso musical:

Los clústeres... en el piano [son] escalas de notas completas usadas como acordes, o al menos tres notas contiguas en una escala usadas como acorde. Y, ocasionalmente, si estos acordes exceden el número de notas que usted puede tocar con los dedos de su mano, puede ser necesario tocarlos con la palma de la mano o incluso con todo el antebrazo. Esto no se hace con la intención de crear una nueva técnica para el piano, aunque lleve realmente a eso, sino porque es la única forma práctica de tocar semejantes inmensos acordes. Debería ser obvio que estos acordes son exactos y que uno practicará diligentemente para tocarlos con la deseada calidad de sonido y hacerlos con una naturaleza absolutamente precisa.
Cowell

El historiador y crítico Kyle Gann describe la amplia gama de maneras en que Cowell construyó (e interpretó) sus clústeres y como los uso como texturas musicales, “a veces con una nota superior sacada fuera melódicamente, a veces acompañando la melodía con la mano izquierda en paralelo.
Durante los años 1920 y 30, Cowell viajó mucho por Norteamérica y Europa, tocando sus propias obras experimentales, muchas de ellas construidas en torno a los clústeres. Además de The Tides of Manaunaun, Dynamic Motion, y sus cinco "encores" de 1917 —What's This («¿Qué es esto?»), Amiable Conversation («Conversación amigable»), Advertisement (1917), Antinomy («Antinomia» (rev. en 1959 y frecuentemente mal llamada Antimony- Antimonio), y Time Table (La tabla del tiempo)— incluyen obras como The Voice of Lir (1920), Exultation (1921), The Harp of Life («El arpa de la vida», 1924), Snows of Fujiyama («Nieves del Fujiyama», 1924), Lilt of the Reel (1930), y Deep Color («Color profundo», 1938).

### Otros exponentes
El compositor más conocido que se inspiró directamente en el concepto de clústeres de Cowell fue Béla Bartók, que le solicitó incluso la autorización para emplear tal método. Obras como la Sonata para piano (1926) y la suite Out of Doors (1926), sus primeras obras significativos tras tres años en los que compuso poco, usan clústeres. También, Aaron Copland incluyó un clúster con molto fortissimo en sus Three Moods para piano (conocidos como Trois Esquisses, 1920-21, un título que es un evidente homenaje a una pieza de Ornstein.
John Cage, que estudió con Cowell, comenzó a escribir piezas con acordes de piano de cluster por lo menos desde 1942. In the Name of the Holocaust, de diciembre de ese año, incluye ya clústeres cromáticos, diatónicos, y pentatónicos.
Los clústeres tienen un papel importante no sólo en obras pianisticas posteriores, sino también en composiciones importantes para otros conjuntos instrumentales mayores. El Treno por las víctimas de Hiroshima para 52 instrumentos de cuerda (1959) de Krzysztof Penderecki, ha sido descrita como "variaciones sobre un clúster."
En 1961, György Ligeti escribió quizás el clúster más grande -en Atmosphères, una obra para orquesta—, donde notas de la escala cromática en una gama de cinco octavas se tocan a la vez (pero suavemente). 
Aldo Clementi compuso en 1973 una obra, Ceremonial, para conjunto de cámara, en la que evoca a Verdi y a Ives, combinando la duración original y masa del clúster: un harmonium eléctrico “sostiene un clúster dado con un tablero de madera mantenido por un peso.“ El compositor vanguardista italiano Giacinto Scelsi también utilizó con frecuencia clústeres, como en su trabajo de gran escala Pfhat (1974), que estrenó en 1986.

### Otras prácticas musicales
Los clústeres también han sido empleados por artistas de jazz, en todos sus estilos. Alrededor de principios de siglo XX,  el pianista de Storyville Jelly Roll Morton al parecer comenzó a incorporarlos en sus rags. La grabación de abril de 1947 de la Orquesta de Stan Kenton de "If I Could Be With You One Hour Tonight" («podría estar contigo una hora esta noche»), arreglado por Pete Rugolo, incluye un dramático clúster de cuatro notas del trombón al final del segundo coro.
El pianista Horace Silver utiliza clústeres como técnica de acompañamiento con efectos rítmicos y animados, mientras que aparecen como signos de puntuación en las líneas maestras de Herbie Nichols. La “tarta de clústeres” que “atraviesa las superficies de una canción y penetra en su corazón”, se ha descrito como una especialidad del guitarrista Jim Hall. Los clústeres son especialmente frecuentes en el reino del free jazz. Cecil Taylor, por ejemplo, los ha utilizado habitualmente como parte de su método de improvisación desde mediados de los años 1970. 
El erudito John F. Szwed subraya su uso por el compositor, líder de banda y pianista de jazz Sun Ra: 

Cuando él siente que una pieza necesitó una introducción o una conclusión, una nueva dirección o material fresco, él llama a un acorde espacial, un clúster improvisado colectivamente, a gran volumen, que “sugeriría una nueva melodía, quizá un ritmo.” Fue un dispositivo concebido pianisticamente que creó otro contexto para la música, un nuevo humor, que abrió frescas áreas tonales.
Sun Ra

Desde sus principios, el rock and roll ha hecho uso de clústeres, si bien generalmente de manera deliberada. El más famoso, fue el pianista Jerry Lee Lewis que en los años 1950 tocaba con puños, brazos, pies y trasero. Compositores y arreglistas como Duke Ellington, Thad Jones, Nelson Riddle y Bob Brookmeyer han utilizado clústeres de muchas formas en la música comercial y se emplean a menudo en películas de terror y de ciencia ficción.